# Temur Partsvania
Temur Partsvaniya (géorgien : თემურ ფარცვანია, ukrainien : Темур Рафіелович Парцванія), né le 6 juillet 1991 à Tbilissi (Géorgie), est un footballeur ukrainien évoluant au poste de latéral droit au Jetyssou Taldykourgan.

## Biographie

### En club
Originaire d'un petit village de Géorgie, il emménage à 14 ans à Kiev en compagnie de son père. Continuant sa formation avec le FC Vidradnyi Kiev en 2006, il intègre dès la saison suivante, l'équipe junior du Dynamo Kiev. Un an plus tard, il évolue sous les couleurs de l'équipe réserve de ce même club, dans la deuxième division du Championnat d'Ukraine. Pendant cette période, il intéresse plusieurs clubs notamment l'Arsenal Kiev, ou encore Évian Thonon Gaillard en France, mais ses essais ne sont pas concluants.
En 2012 il est finalement prêté à Metalurh Zaporijia, promu en première division ukrainienne. Il joue quelques matchs en première partie de saison, mais n'est plus utilisé en équipe après le mercato hivernal.
En 2013, il rejoint le Volyn Lutsk où il ne parvient pas à s'imposer, puis signe à l'Olimpik Donetsk en 2015.

### En sélection
Ayant acquis la nationalité ukrainienne en 2007, il joue dans l'équipe nationale de ce pays, d'abord en U16, puis U17, U18, U19 et espoirs. Avec cette équipe, il devient en 2009 champion d'Europe des moins de 19 ans.

## Palmarès
- Ukraine -19 ans (en)
  - Champion d'Europe des moins de 19 ans en 2009